# Mama Ouattara
Pour les articles homonymes, voir Ouattara.
Mama Ouattara est un footballeur ivoirien, né le 22 juin 1951 à Bouna, et mort le 12 juin 2004 à Paris.

## Biographie
Après avoir brillé dans le championnat Ivoirien avec le Stade d'Abidjan, il part jouer en France.
Il arrive en 1972 dans le Nîmes Olympique de Kader Firoud qui vient d'être sacrée vice-champion de France. Il n'est cependant pas gardé dans l'effectif, et s'engage en 1974 au Montpellier PSC alors en Division d'Honneur. Il va alors connaitre l'ascension du club : 3e division en 1976, Division 2 en 1978, et même L'élite pour une seule saison en 1981-1982.
Après avoir dirigé l'ES La Ciotat puis s'être occupé du centre de formation du Montpellier PSC, il s'engage avec la Fédération ivoirienne de football.
En 2003, entraineur de la sélection espoir, il atteint les finales de la Coupe d'Afrique des nations junior, mais échoue au titre face à l'Égypte.
La même année, il participe à la Coupe du monde des espoirs.
Il devient ensuite adjoint de Henri Michel, entraineur de la sélection Ivoirienne en vue de la qualification pour la CAN 2006. Il meurt peu avant une rencontre contre l'Égypte. Une rue de Montpellier porte son nom. Depuis le 27 mars 2015, le terrain d'honneur du centre d'entrainement du MHSC porte son nom.

## Palmarès

### Joueur
- Coupe de France
  - Demi-finaliste : 1980 avec le Montpellier Paillade SC
- DH Méditerranée
  - Champion : 1976 avec le Montpellier Paillade SC

### Entraîneur
- CAN Junior
  - Finaliste: 2003 avec la sélection Ivoirienne -20 ans